# Сендре
Сендре́ (фр. Cindré) — коммуна во Франции, находится в регионе Овернь. Департамент коммуны — Алье. Входит в состав кантона Жалиньи-сюр-Бебр. Округ коммуны — Виши.
Код INSEE коммуны — 03079.

## Население
Население коммуны на 2008 год составляло 313 человек.
| 1962 | 1968 | 1975 | 1982 | 1990 | 1999 | 2008 |
| ---- | ---- | ---- | ---- | ---- | ---- | ---- |
| 487  | 532  | 430  | 359  | 313  | 313  | 313  |

## Экономика
В 2007 году среди 199 человек в трудоспособном возрасте (15—64 лет) 135 были экономически активными, 64 — неактивными (показатель активности — 67,8 %, в 1999 году было 72,0 %). Из 135 активных работали 122 человека (65 мужчин и 57 женщин), безработных было 13 (7 мужчин и 6 женщин). Среди 64 неактивных 18 человек были учениками или студентами, 25 — пенсионерами, 21 были неактивными по другим причинам.